# Тетрака реліктова
Тетрака реліктова (Xanthomixis apperti) — вид горобцеподібних птахів родини Bernieridae. Раніше його відносили до родини бюльбюлевих (Pycnonotidae).

## Етимологія
Вид названий на честь Отто Апперта — швейцарського місіонера і дослідник природи, який здобув зразки птаха, що потім використалися для наукового опису.

## Поширення
Ендемік Мадагаскару. Ареал  виду обмежений двома популяціями на південному заході острова. Одна - це сухий широколистяний ліс в Національному парку Зомбіце-Вохібасія (де вперше був виявлений вид), а другий - у гірському вічнозеленому лісі Аналавелона .

## Опис
Тіло завдовжки до 15 см, вага 11-17 г. Дрібні птахи із витягнутою головою, тонким гострим дзьобом, міцними ногами, закругленими крилами та квадратним хвостом. Верхня частина тіла зеленкувато-коричнева. Голова сіра з попелястими бровами та білим горлом. Черево та груди жовті.

## Спосіб життя
Мешкає у вологих та сухих лісах. Трапляється поодинці або парами. Живиться комахами та іншими дрібними безхребетними, рідше ягодами. Інформації про розмноження виду бракує (за винятком спостереження за неповнолітніми птахами у квітні), однак, дуже ймовірно, що вона не суттєво відрізняється від даних інших тетраків.